# Holky z naší školky
Holky z naší školky je píseň české hudební dvojice Stanislava Hložka a Petra Kotvalda, kterou společně nahráli v roce 1982 jako singl (pouze SP vinyl; originál či master původního záznamu se bohužel nedochoval), který se stal hitem a v roce 1983 vznikla albumová verze (která je i na CD) - singl a album verze mají rozdílné aranžmá. Skladba vznikla v roce 1980, kdy Karel Vágner složil melodii a Pavel Žák nápěv následně otextoval. Skladbu aranžoval Jindřich Parma a přičinil se také o její úspěch[zdroj?]. Celkem bylo prodáno více než dva a půl miliónu hudebních nosičů s touto písní.[zdroj?]
Text vtipným způsobem popisuje postupnou proměnu vztahu chlapců a mladých mužů k dívkám a mladým ženám.
Stanislav Hložek a Petr Kotvald nazpívali také anglickou verzi této písně s názvem: „Kindergarten love“, která se na rozdíl od české verze, která se týkala stýskání po všech těch holkách, týkala stýskání po jedné konkrétní dívce jménem Rosalie. K písni vzniklo mnoho videoklipů. Byla nazpívána i vánoční verze s obměněnými dívčími jmény.